# Коробец (деревня)
Коробе́ц — деревня  в  Смоленской области России,  в Ельнинском районе. Население – 55 жителей (2007 год)  Расположена в юго-восточной части области  в 18  км к юго-востоку от города Ельня, в 1,5 км восточнее автодороги Р96 Новоалександровский(А101)—Спас-Деменск—Ельня—Починок, на берегах реки Угра. В 1 км к северу от деревни железнодорожная станция Коробец на ветке Смоленск—Сухиничи. Входит в состав Коробецкого сельского поселения.

## Экономика
Крестьянское хозяйство «Кентавр», библиотека  .